# 小行星4077
小行星4077（4077 Asuka）是一颗绕太阳运转的小行星，为主小行星带小行星。该小行星于1982年12月13日发现。
該小行星以飛鳥時代命名。

## 轨道参数
小行星4077的轨道半长轴为3.0200019 UA，离心率为0.090。
| 前一小行星： 小行星4076 | 小行星列表 | 後一小行星： 小行星4078 |